# サヨムプー・ムックディプローム
サヨムプー・ムックディプローム（ สยมภู มุกดีพร้อม,  1970年 - ）は、タイの撮影監督である。

## 人物
パルム・ドールを獲得したタイのアート映画『ブンミおじさんの森』（2010年）を手がけた他、アメリカ映画『君の名前で僕を呼んで』により多くの賞にノミネートされた。

## 主なフィルモグラフィ
- アタック・ナンバーハーフ สตรีเหล็ก (2000)
- アタック・ナンバーハーフ2 全員集合! สตรีเหล็ก 2 (2002)
- 世紀の光 แสงศตวรรษ (2006)
- ブンミおじさんの森 ลุงบุญมีระลึกชาติ (2010)
- 君の名前で僕を呼んで Call Me by Your Name (2017)
- サスペリア Suspiria (2018)
- ベケット Beckett (2021)
- MEMORIA メモリア Memoria (2021)
- 13人の命 Thirteen Lives (2022)
- トラップ Trap (2024)
- クィア/QUEER Queer (2024)

## 受賞とノミネート
| 賞                               | 年   | 部門   | 作品名               | 結果 |
| -------------------------------- | ---- | ------ | -------------------- | ---- |
| インディペンデント・スピリット賞 | 2017 | 撮影賞 | 君の名前で僕を呼んで | 受賞 |
| インディペンデント・スピリット賞 | 2018 | 撮影賞 | サスペリア           | 受賞 |